# Incapacité de travail
Pour les articles homonymes, voir Incapacité.
L'incapacité de travail est l'état d'une personne qui, par suite de maladie ou d'accident, se trouve dans l'impossibilité provisoire ou permanente de travailler et/ou d'effectuer certains gestes élémentaires.

## Classification
On peut distinguer :

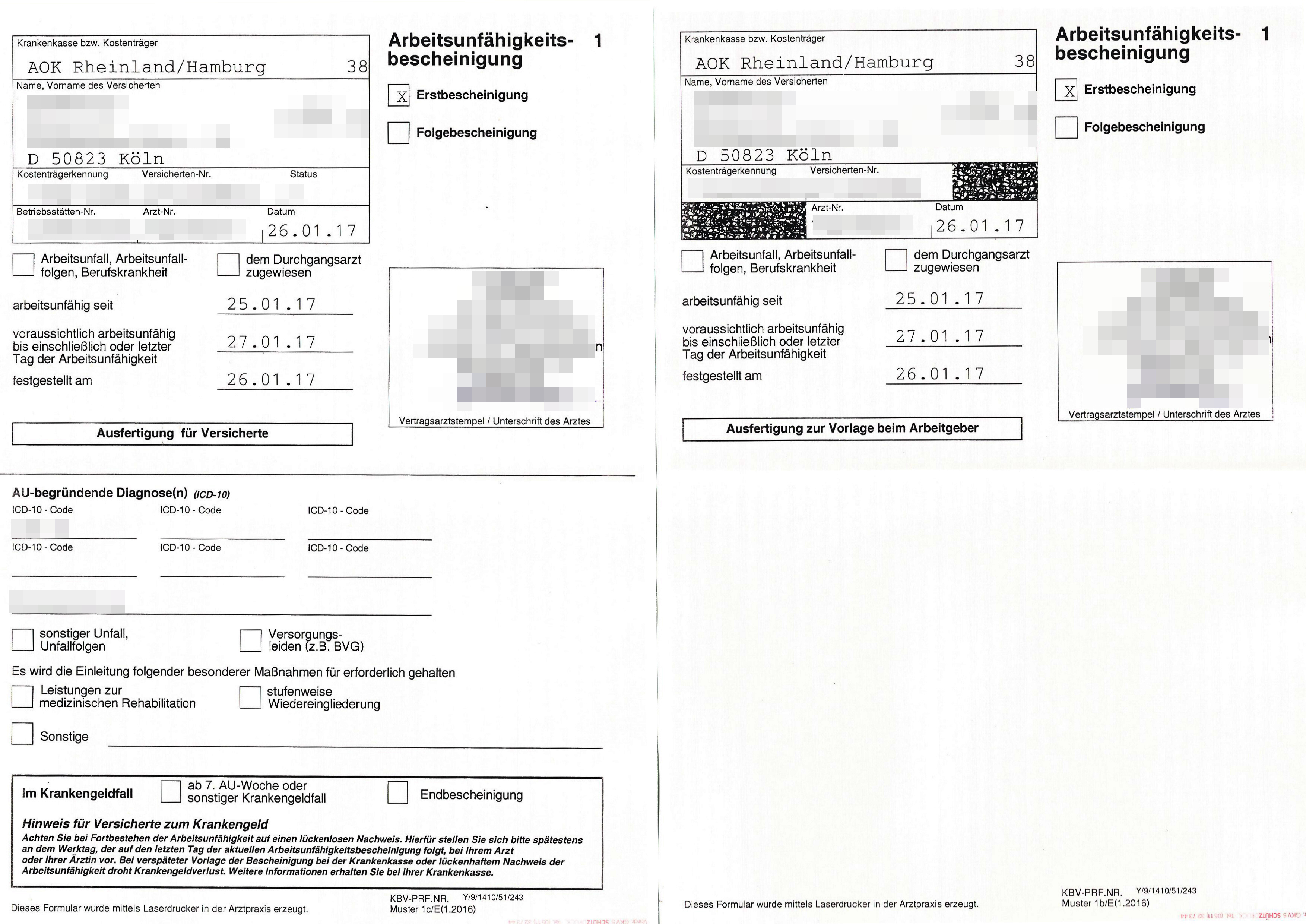
Formulaire allemand de déclaration d'incapacité de travail.

- l'incapacité temporaire de travail, parfois appelée « interruption temporaire de travail » ce qui signifie que la personne ne peut plus ou de manière limitée travailler pendant un certain temps. Cette incapacité peut être :
  - une incapacité temporaire partielle (ITP),
  - une incapacité temporaire totale (ITT).
- l'incapacité permanente de travail, lorsque la personne ne peut plus travailler définitivement ou tout au moins ne peut plus exercer certaines fonctions. Cette incapacité peut être :
  - une incapacité permanente partielle (IPP),
  - une incapacité permanente totale (on parle d'invalidité).
- l'incapacité subtile, une perte de vigilance conduisant à une ou plusieurs erreurs de jugement.

## Causes

### Lombalgies
L'incapacité chronique ne touche qu'une faible proportion des travailleurs lombalgiques. Pourtant, les conséquences d'une telle incapacité s'avèrent dommageables autant pour la société dans son ensemble que pour le travailleur et ses proches (absence prolongée du travail, perte de productivité, douleur incapacitante, perte de qualité de vie, difficultés conjugales et familiales, coûts d'indemnisation élevés, frais médicaux substantiels, etc.). La prévention de l'incapacité chronique demeure donc une préoccupation majeure. Des études permettent toutefois de mieux comprendre la dynamique complexe du développement de l'incapacité chronique liée aux maux de dos. Elles ont récemment mis en lumière que l'exposition à des facteurs de stress, combinée à la croyance que l'activité physique est nuisible pour le mal de dos, contribue à la détresse émotionnelle d'une personne. Dans cette situation, une victime de lombalgie évite toute activité physique, ce qui a pour conséquence de favoriser l'accroissement des incapacités. La recherche révèle qu'une perception négative des pratiques en SST augmente les peurs par rapport à l'emploi; le travailleur craignant un retour au travail, de même que la possibilité de s'y blesser à nouveau.
De plus, les résultats suggèrent que l'incapacité chronique de retourner au travail serait associée à une diminution de la sécrétion des hormones préparant l'organisme à faire face au stress. Bien qu'elle devra être confirmée par d'autres études, cette hypothèse pourrait mener à déterminer quels sont les mécanismes qui expliquent, par exemple, le lien entre la détresse psychologique et l'incapacité chronique ou prolongée.

## Prise en charge
Les garanties incapacité de travail et invalidité sont des prestations financières destinées à compenser partiellement la perte de salaire due à l'arrêt du travail en cas d’incapacité ou d’invalidité de travail. En France, elles sont versées par l'assurance maladie et peuvent être éventuellement complétées par des prestations versées par les organismes assureurs complémentaires.
En France, la prise en charge est différente en cas d'incapacité ou d'invalidité, c'est-à-dire selon que l'accident ou la maladie à l'origine de l'inaptitude est d'origine professionnelle ou non.